# Ингарё
Ингарё (швед. Ingarö) — 16-й по величине остров Швеции. Входит в состав Стокгольмского архипелага. Административно относится к коммуне Вермдё Стокгольмского лена.

## География
Площадь — 63 км², высота над уровнем моря варьируется от 47 м на севере до 45 м на востоке. Расположен к юго-востоку от Стокгольма и соединён с большой землёй автомобильным мостом.
Ингарё покрыт лесами, на нём имеются небольшие озёра, самые крупные из которых Отервалльстрескет и Куллатрескет. На юго-восточной оконечности острова расположен заповедник Бьёрнё. На Ингарё обустроено поле для игры в гольф.

## Население
Население — 6143 человека (2004). На острове располагается несколько населённых пунктов: Брунн, Лонгвик, Шельсмара, Отервалль, Игарёстранд и Фогельвик.